# Malinský vrch

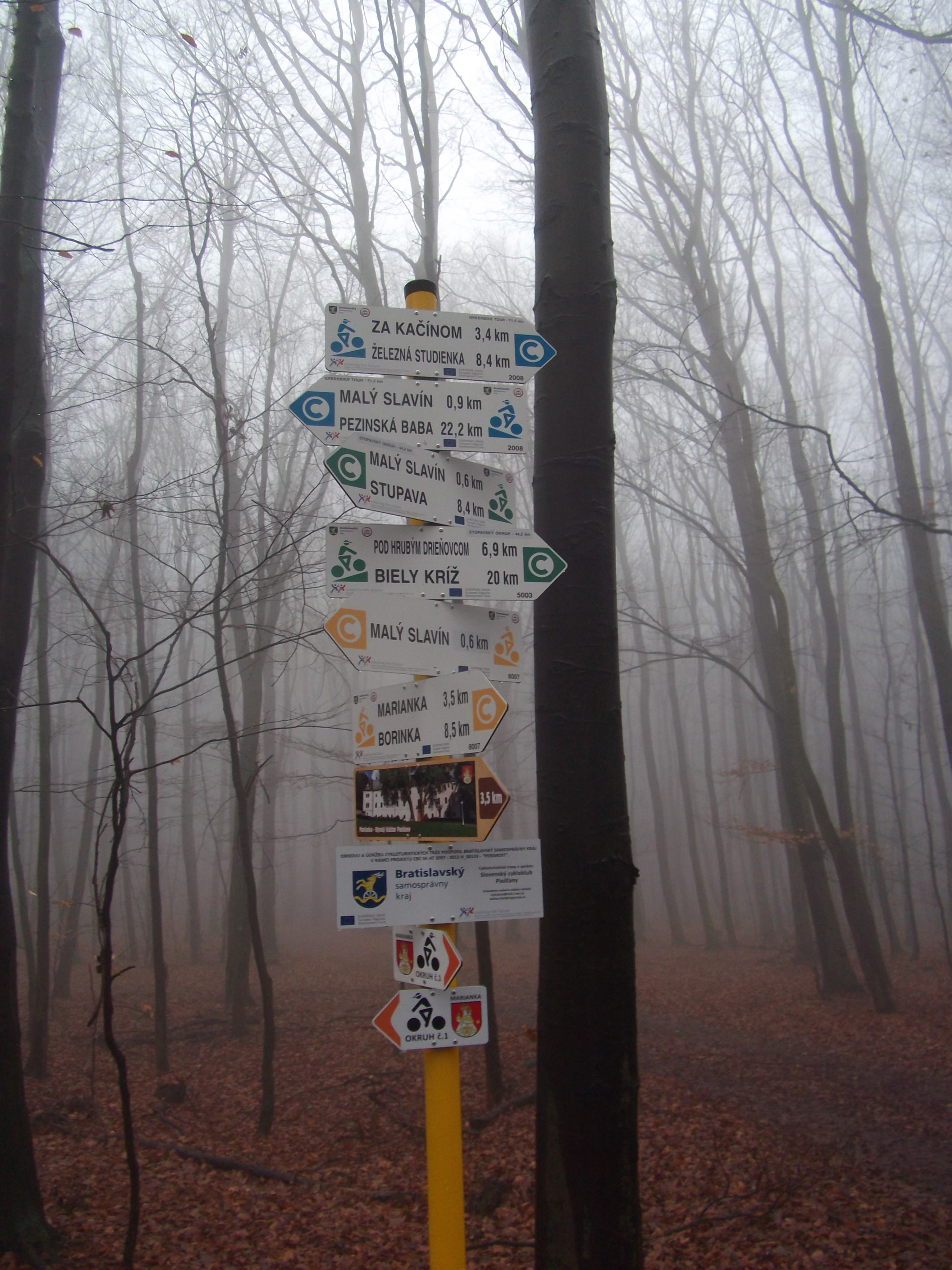
Rozcestí cykloturistických tras na Malinska vrchu.

Malinský vrch je nevýrazný kopec v pohoří Malé Karpaty nad obcí Marianka . Je vysoký 420 m n. m. 
Nedaleko vrcholu prochází modrá turistická značka 2402, která se 500 metrů jihovýchodně od vrcholu na rozcestí Malinský vrch, výška (412 m n. m.) setkává se žlutou značkou 8126. Na rozcestí se také setkává několik cyklostezek, modrá 2008 - Greenbike tour, zelená 5003 - Stupavský okruh a žlutá 8007.